# Pieni Hangasjärvi (sjö i Lieksa, Norra Karelen, 63,3 N, 30,19 Ö)
Pieni Hangasjärvi är en sjö i kommunen Lieksa i landskapet Norra Karelen i Finland. Sjön ligger 113,7 meter över havet. Den är 10,9 meter djup. Arean är 1,06 kvadratkilometer och strandlinjen är 8,38 kilometer lång. Sjön  ingår i Vuoksens huvudavrinningsområde.   Den ligger omkring 80 kilometer norr om Joensuu och omkring 440 kilometer nordöst om Helsingfors. 
I sjön finns öarna Vipansaari och Lehtosaari. 